# Hubert von Meyerinck
Hubert von Meyerinck, nato Hubert Georg Werner Harald von Meyerinck (Potsdam, 23 agosto 1896 – Amburgo, 13 maggio 1971), è stato un attore tedesco.

## Biografia
Hubert era figlio di Caroline e di Friedrich von Meyerinck, capitano e proprietario terriero, e nipote di un comandante generale. Dopo il divorzio dei genitori, crebbe nella tenuta di famiglia a Potsdam, frequentando in seguito il ginnasio a Godesberg. Dopo le superiori, allo scoppio della prima guerra mondiale, prestò servizio come cadetto a Karlsruhe ma, avendo contratto la tubercolosi, malattia che lo avrebbe poi portato spesso a lunghi soggiorni in sanatorio, venne congedato.
Il suo debutto sul palcoscenico risale al 1917, quando, allo Schauspielhaus di Berlino, interpretò il ruolo del tenente von Hagen in Kolberg di Paul Heyse. Dal 1918 al 1920, recitò ad Amburgo per ritornare poi a Berlino dove riscosse grande successo con i testi di avanguardia di Carl Sternheim. Prese parte anche alla famosa rivista Tingeltangel. In seguito, recitò al Deutsches Theater e al Lessingtheater in ruoli quali Il malato immaginario, Mackie Messer, Mephisto o il Capitano di Köpenick.
Nel 1921, apparve in un piccolo ruolo in Sehnsucht, una pellicola di Friedrich Wilhelm Murnau che aveva come protagonista Conrad Veidt. Fu il primo di una lunghissima serie di film, una serie che si interruppe solo cinquant'anni dopo, nel 1971. La sua testa calva, il labbro superiore coperto dai baffetti, lo sguardo ipnotizzatore, esibendo spesso un decadente monocolo, Hubert von Meyerinck diventò una figura inconfondibile del cinema tedesco con i suoi personaggi ambigui e negativi. All'avvento del sonoro, fu avvantaggiato anche dalla sua voce particolare dalle intonazioni stridule. Continuò la carriera teatrale interpretando ruoli classici come quello di Mephisto o Malvolio.
Negli anni seguenti, diede vita in molte commedie a personaggi stravaganti, nobili, generali o astuti impostori. Chiamato familiarmente Hubsi o anche Knurpsi da amici e colleghi, Meyerinck prese parte nella sua carriera a più di 275 film, distinguendosi come uno degli attori più attivi del cinema tedesco. Nel 1950, l'attore si trasferì a Monaco di Baviera, recitando sui palcoscenici di Göttingen e Wuppertal. Nel 1966, entrò permanentemente in compagnia al Thalia Theater di Amburgo, teatro dove fece la sua ultima recita nel ruolo di Agamennone in La bella Elena. Le sue ultime partecipazioni cinematografiche furono in una serie di film basati sui romanzi di Edgar Wallace dove ricopriva il ruolo di Sir Arthur, l'eccentrico capo della polizia di Scotland Yard.

### Vita privata
Nel 1967, apparvero le sue memorie dal titolo Meine besten Freundinnen (che in italiano si traduce come Le mie migliori amiche), dove parla di alcuni protagonisti della scena tedesca come Marlene Dietrich e Adele Sandrock ma anche di sua madre, con la quale visse tutta la vita.
Meyerinck morì di insufficienza cardiaca al Bethanien-Krankenhaus di Amburgo il 13 maggio 1971. La sua tomba si trova nel cimitero evangelico vicino a Goslar.
Era zio delle attrici Gudrun Genest e di Corinna Genest.

### Riconoscimenti
Berlino gli ha reso omaggio nel 1994 intitolandogli la Meyerinckplatz a Charlottenburg.

## Filmografia
- Nostalgia (Sehnsucht), regia di Friedrich Wilhelm Murnau (1921)
- Der Mann ohne Namen - 1. Der Millionendieb, regia di Georg Jacoby (1921)
- Der Mann ohne Namen - 2. Der Kaiser der Sahara, regia di Georg Jacoby (1921)
- Der Mann ohne Namen - 7. Gelbe Bestien, regia di Georg Jacoby (1921)
- Der Mann ohne Namen - 4. Die goldene Flut regia di Georg Jacoby (1921)
- Der Mann ohne Namen - 5. Der Mann mit den eisernen Nerven regia di Georg Jacoby (1921)
- Der Mann ohne Namen - 6. Der Sprung über den Schatten regia di Georg Jacoby (1921)
- Manon Lescaut, regia di Arthur Robison (1926)
- Menschen untereinander, regia di Gerhard Lamprecht (1926)
- Die Flammen lügen, regia di Carl Froelich (1926)}
- Brennende Grenze, regia di Erich Waschneck (1927)
- Doña Juana, regia di Paul Czinner (1928)
- Der alte Fritz - 2. Ausklang, regia di Gerhard Lamprecht (1928)
- Liebe und Diebe, regia di Carl Froelich (1928)
- Unter der Laterne, regia di Gerhard Lamprecht (1928)
- Der erste Kuß, regia di Carl Lamac (1928)
- Rouge et noir, regia di Gennaro Righelli (1928)
- Das brennende Herz, regia di Ludwig Berger (1929)
- Aquile in fuga (Diane - Die Geschichte einer Pariserin), regia di Erich Waschneck (1929)
- Adieu Mascotte, regia di Wilhelm Thiele (1929)
- Ich lebe für Dich, regia di Wilhelm Dieterle (1929)
- Jennys Bummel durch die Männer, regia di Jaap Speyer (1929)
- Die Drei um Edith, regia di Erich Waschneck (1929)
- Ludwig der Zweite, König von Bayern, regia di William Dieterle (1930)
- Rosenmontag, regia di Hans Steinhoff (1930)
- Terra Melophon Magazin Nr. 1, regia di Rudolf Biebrach (1930)
- Alle soglie dell'impero (Das Flötenkonzert von Sans-souci), regia di Gustav Ucicky (1930)
- Die heilige Flamme, regia di Wilhelm Dieterle e Berthold Viertel (1931)
- Il ratto di Monna Lisa (Der Raub der Mona Lisa), regia di Géza von Bolváry (1931)
- Mia moglie, che imbrogliona! (Meine Frau, die Hochstaplerin), regia di Kurt Gerron (1931)
- L'amico del granduca (Der Schlemihl), regia di Max Nosseck (1931)
- La ditta innamorata (Die verliebte Firma), regia di Max Ophüls (1932)
- Einmal möcht' ich keine Sorgen haben, regia di Max Nosseck (1932)
- L'ussaro nero (Der schwarze Husar), regia di Gerhard Lamprecht (1932)
- Der weiße Dämon, regia di Kurt Gerron (1932)
- Kampf, regia di Erich Schönfelder e Haro van Peski (1932)
- Wenn die Liebe Mode macht, regia di Franz Wenzler (1932)
- Ich und die Kaiserin, regia di Friedrich Hollaender (1933)
- Manolescu, der Fürst der Diebe, regia di Georg C. Klaren e Willi Wolff (1933)
- Notte d'amore sul Bosforo (Die Nacht der großen Liebe), regia di Géza von Bolváry (1933)
- Un certo signor Grant (Ein gewisser Herr Gran), regia di Gerhard Lamprecht (1933)
- L'uomo invisibile attraversa la città (Ein Unsichtbarer geht durch die Stadt), regia di Harry Piel (1933)
- Der Traum vom Rhein, regia di Herbert Selpin (1933)
- Ihre Durchlaucht, die Verkäuferin, regia di Karl Hartl (1933)
- Amore di principe (Des jungen Dessauers grosse Liebe), regia di Arthur Robison (1933)
- Tambour battant, regia di André Beucler e Arthur Robison (1933)
- Der Störenfried (1933)
- L'evaso di Chicago (Der Flüchtling aus Chicago), regia di Johannes Meyer (1934)
- Die Welt ohne Maske, regia di Harry Piel (1934)
- Frühlingsmärchen, regia di Carl Froelich (1934)
- Die große Chance, regia di Victor Janson (1934)
- The Only Girl, regia di Friedrich Hollaender (1934)
- Die Insel, regia di Hans Steinhoff (1934)
- Le luci della ribalta (Eine Frau, die weiß, was sie will), regia di Victor Janson (1934)
- Ich heirate meine Frau, regia di Johannes Riemann (1934)
- Sie und die Drei, regia di Victor Janson (1935)
- Die Katz' im Sack, regia di Richard Eichberg (1935)
- Winternachtstraum, regia di Géza von Bolváry (1935)
- Alles um eine Frau, regia di Alfred Abel (1935)
- Ein falscher Fuffziger, regia di Carl Boese (1935)
- Barcarola (Barcarole), regia di Gerhard Lamprecht (1935)
- Ein Mädel aus guter Familie, regia di Karl Mueller-Hagens, Carl Boese (1935)
- Signori biglietto (Endstation), regia di E.W. Emo (1935)
- Ein ganzer Kerl, regia di Carl Boese (1935)
- Il prigioniero del re (Der Gefangene des Königs), regia di Carl Boese (1935)
- Rapsodia d'amore (Wenn die Musik nicht wär), regia di Carmine Gallone (1935)
- Aprile, Aprile (April, April!), regia di Detlef Sierck (1935)
- Tigre reale (Königstiger), regia di Rolf Randolf (1935)
- Donne e carnefici (Henker, Frauen und Soldaten), regia di Johannes Meyer (1935)
- Es flüstert die Liebe, regia di Géza von Bolváry (1935)
- Paul und Pauline, regia di Heinz Paul (1936)
- I cosacchi del Volga (Stjenka Rasin), regia di Alexandre Volkoff (1936)
- Familienparade, regia di Fritz Wendhausen (1936)
- Befehl ist Befehl, regia di Alwin Elling (1936)
- Fräulein Veronika, regia di Veit Harlan (1936)
- Sinfonie di cuori (Du bist mein Glück), regia di Karl Heinz Martin (1936)
- Spiel an Bord, regia di Herbert Selpin (1936)
- Heiratsbüro Fortuna, regia di Jürgen von Alten (1936)
- Blonder Mann übern Weg, regia di Gerhard Tandar (1936)
- La canzone del cuore (Die Stimme des Herzens), regia di Karl Heinz Martin (1937)
- Die glücklichste Ehe der Welt, regia di E.W. Emo e Karl Heinz Martin (1937)
- Non promettermi nulla (Versprich mir nichts!), regia di Wolfgang Liebeneiner (1937)
- Ragazzi (Streit um den Knaben Jo), regia di Erich Waschneck (1937)
- Der Unwiderstehliche, regia di Géza von Bolváry (1937)
- Ein Volksfeind, regia di Hans Steinhoff (1937)
- Fanny Elssler, regia di Paul Martin (1937)
- Ab Mitternacht, regia di Carl Hoffmann (1938)
- Frühlingsluft, regia di Carl Lamac (1938)
- Anna Favetti, regia di Erich Waschneck (1938)
- Der Fall Deruga, regia di Fritz Peter Buch (1938)
- Nanu, Sie kennen Korff noch nicht?, regia di Fritz Holl (1938)
- Die Nacht der Entscheidung, regia di Nunzio Malasomma (1938)
- Tredici donne a Riva Paradiso (Frauen für Golden Hill), regia di Erich Waschneck (1938)
- Die feindlichen Väter, regia di Hans Carl Müller (1938)
- Angenehme Ruhe, regia di Jürgen von Alten (1938)
- Das Menuett des Boccherini, regia di Jürgen von Alten (1939)
- Bel Ami - L'idolo delle donne (Bel Ami), regia di Willi Forst (1939)
- Un matrimonio movimentato (Der Florentiner Hut), regia di Wolfgang Liebeneiner (1939)
- Treno di lusso (Salonwagen E 417), regia di Paul Verhoeven (1939)
- Una ragazza indiavolata (Hallo Janine!), regia di Carl Boese (1939)
- Schneider Wibbel, regia di Viktor de Kowa (1939)
- Kitty la manicure (Kitty und die Weltkonferenz), regia di Helmut Käutner (1939)
- La vita del dottor Koch (Robert Koch, der Bekämpfer des Todes), regia di Hans Steinhoff (1939)
- Notte romantica (Eine Frau wie Du, regia di Viktor Tourjansky (1939)
- Maria Ilona, regia di Géza von Bolváry (1939)
- Ballerine intorno al mondo (Wir tanzen um die Welt), regia di Karl Anton (1939)
- Conflitto tragico  (Der Weg zu Isabel), regia di Erich Engel (1939)
- La contessa e il guardiacaccia  (Leidenschaft), regia di Walter Janssen (1939)
- Il segretario privato (Ihr Privatsekretär), regia di Charles Klein (1940)
- La porta chiusa (Angelika), regia di Jürgen von Alten (1940)
- La stella di Rio (Stern von Rio), regia di Karl Anton (1940)
- I Rothschild, (Die Rothschilds), regia di Erich Waschneck (1940)
- Capitano di ventura (Trenck, der Pandur), regia di Herbert Selpin (1940)
- Cuor di regina (Das Herz der Königin), regia di Carl Froelich (1940)
- Kora Terry, regia di Georg Jacoby (1940)
- L'amante casta (Die keusche Geliebte), regia di Viktor Tourjansky (1940)
- Venus vor Gericht, regia di Hans H. Zerlett (1941)
- Signora Luna (Frau Luna), regia di Theo Lingen (1941)
- Was geschah in dieser Nacht, regia di Theo Lingen (1941)
- Der Trichter Nr. 12, regia di Werner Malbran (1941)
- Zwei in einer großen Stadt, regia di Volker von Collande (1942)
- Weiße Wäsche, regia di Paul Heidemann (1942)
- La grande ombra (Der Große Schatten), regia di Paul Verhoeven (1942)
- Diesel, regia di Gerhard Lamprecht (1942)
- Avventura di lusso (Ein Zug fährt ab), regia di Johannes Meyer (1942)
- Il barone di Münchhausen (Münchhausen), regia di Josef von Báky (1943)
- Leichtes Blut, regia di Carl Boese (1943)
- Ich habe von dir geträumt, regia di Wolfgang Staudte (1944)
- Der Mann, dem man den Namen stahl, regia di Wolfgang Staudte (1944)
- Shiva und die Galgenblume, regia di Hans Steinhoff (1945)
- Das Mädchen Juanita, regia di Wolfgang Staudte (1945)
- Sag' die Wahrheit, regia di Helmut Weiss (1946)
- Im Tempel der Venus, regia di Hans H. Zerlett (1948)
- Die seltsamen Abenteuer des Herrn Fridolin B., regia di Wolfgang Staudte (1948)
- Das kleine Hofkonzert, regia di Paul Verhoeven (1948)
- Blockierte Signale, regia di Johannes Meyer (1948)
- Der große Mandarin, regia di Karl-Heinz Stroux (1949)
- Liebe 47, regia di Wolfgang Liebeneiner (1949)
- Amico, regia di Gerhard T. Buchholz (1949)
- Nichts als Zufälle, regia di E.W. Emo (1949)
- Artistenblut, regia di Wolfgang Wehrum (1949)
- Genoveffa la racchia (Kätchen für alles), regia di Akos von Ratony (1949)
- Mordprozeß Dr. Jordan, regia di Erich Engels (1949)
- Der blaue Strohhut
- Der große Fall, regia di Karl Anton (1949)
- Absender unbekannt, regia di Ákos Ráthonyi (1950)
- Wer bist du, den ich liebe?, regia di Géza von Bolváry (1950)
- Kein Engel ist so rein (1950)
- Meine Nichte Susanne, regia di Wolfgang Liebeneiner (1950)
- Maharadscha wider Willen (1950)
- Liebe auf Eis (1950)
- Der Mann, der sich selber sucht (1950)
- Aufruhr im Paradies (1950)
- Die gestörte Hochzeitsnacht (1950)
- Das Mädchen aus der Südsee (1950)
- Die Sterne lügen nicht (1950)
- Eine seltene Geliebte, regia di Alfred Braun (1950)
- Die Mitternachtsvenus, regia di Ferdinand Dörfler (1951)
- Weh dem, der liebt!, regia di Alexander von Slatinay (Sándor Szlatinay) (1951)
- Engel im Abendkleid, regia di Ákos Ráthonyi (1951)
- Hilfe, ich bin unsichtbar, regia di E.W. Emo (1951)
- Due mogli per ogni uomo (Die Frauen des Herrn S.), regia di Paul Martin (1951)
- Das späte Mädchen, regia di Hans Heinrich (1951)
- Die Dubarry, regia di Georg Wildhagen e (non accreditato) Reinhold Schünzel (1951)
- Der bunte Traum, regia di Géza von Cziffra (1952)
- La ladra di Bagdad (Die Diebin von Bagdad), regia di Carl Lamac (1952)
- Klettermaxe, regia di Kurt Hoffmann (1952)
- Das kann jedem passieren, regia di Paul Verhoeven (1952)
- Wochenend im Paradies, regia di Kurt Hoffmann (1952)
- Ich warte auf dich, regia di Volker von Collande (1952)
- Traumschöne Nacht, regia di Ralph Baum (1952)
- Von Liebe reden wir später, regia di Karl Anton (1953)
- Heute nacht passiert's, regia di Franz Antel (1953)
- Knall und Fall als Detektive, regia di Hans Heinrich (1953)
- Man nennt es Liebe, regia di John Reinhardt (1953)
- Keine Angst vor großen Tieren, regia di Ulrich Erfurth (1953)
- Fanfaren der Ehe, regia di Hans Grimm (1953)
- Das Nachtgespenst, regia di Carl Boese (1953)
- Columbus entdeckt Krähwinkel, regia di Ulrich Erfurth e Alexander Paal (1954)
- Maxie, regia di Eduard von Borsody (1954)
- Keine Angst vor Schwiegermüttern, regia di Erich Engels (1954)
- An jedem Finger zehn, regia di Erik Ode (1954)
- Hochstaplerin der Liebe, regia di Hans H. König (1954)
- Die verschwundene Miniatur, regia di Carl-Heinz Schroth (1954)
- An der schönen blauen Donau, regia di Hans Schweikart (1955)
- Musik, Musik und nur Musik, regia di Ernst Matray (1955)
- Abschiedsvorstellung (1955)
- Die spanische Fliege, regia di Carl Boese (1955)
- Ball im Savoy (1955)
- Liebe, Tanz und 1000 Schlager (1955)
- Das Forsthaus in Tirol (1955)
- Die Wirtin zur Goldenen Krone, regia di Theo Lingen (1955)
- IA in Oberbayern, regia di Hans Albin (1956)
- Die wilde Auguste, regia di Georg Jacoby (1956)
- Dany, bitte schreiben Sie, regia di Eduard von Borsody (1956)
- Die gestohlene Hose, regia di Géza von Cziffra (1956)
- Hilfe - sie liebt mich, regia di Frantisek Cáp (1956)
- Küß mich noch einmal, regia di Helmut Weiss (1956)
- Il capitano di Koepenick (Der Hauptmann von Köpenick), regia di Helmut Käutner (1956)
- Santa Lucia (1956)
- Zu Befehl, Frau Feldwebel, regia di Georg Jacoby (1956)
- Manöverball, regia di Karl Georg Külb (1956)
- Ferien auf Immenhof, regia di Hermann Leitner (1957)
- Sommerliebe am Bodensee, regia di Jaspar von Oertzen (1957)
- Tolle Nacht, regia di John Olden (1957)
- Der müde Theodor, regia di Géza von Cziffra (1957)
- Zwei Bayern im Urwald, regia di Ludwig Bender (1957)
- Das Glück liegt auf der Straße, regia di Franz Antel (1957)
- Siebenmal in der Woche, regia di Harald Philipp (1957)
- Der tolle Bomberg, regia di Rolf Thiele (1957)
- Weißer Holunder, regia di Paul May (1957)
- Träume von der Südsee, regia di Harald Philipp (1957)
- Vacanze a Ischia, regia di Mario Camerini (1957)
- Heute blau und morgen blau, regia di Harald Philipp (1957)
- Europas neue Musikparade 1958, regia di Paul Martin (1957)
- Das Wirtshaus im Spessart, regia di Kurt Hoffmann (1958)
- ...und abends in die Scala, regia di Erik Ode (1958)
- Leben in dieser und jener Zeit - Erich Kästner im Kabarett der letzten 30 Jahre, regia di Rolf von Maydell - film tv (1958)
- La ragazza Rosemarie (Das Mädchen Rosemarie), regia di Rolf Thiele (1958)
- Der Czardas-König, regia di Harald Philipp (1958)
- Der Stern von Santa Clara, regia di Werner Jacobs (1958)
- Piefke, der Schrecken der Kompanie, regia di Wolfgang Wehrum (1958)
- Liebe, Mädchen und Soldaten, regia di Franz Antel (1958)
- Die Seeteufel von Angostura, regia di Herbert Von Blucher (1958)
- Skandal um Dodo (1959)
- Der Kaiser von Amerika, regia di Willi Schmidt - film tv (1959)
- La Paloma, regia di Paul Martin (1959)
- Bobby Dodd greift ein, regia di Géza von Cziffra (1959)
- Melodie und Rhythmus, regia di John Olden (1959)
- L'allegra guerra del capitano Pedro (Der lustige Krieg des Hauptmann Pedro), regia di Wolfgang Becker (1959)
- Ein Mann geht durch die Wand, regia di Ladislao Vajda (1959)
- Salem Aleikum, regia di Géza von Cziffra (1959)
- Der Herr mit der schwarzen Melone, regia di Karl Suter (1960)
- La ballata dei fantasmi (Das Spukschloß im Spessart), regia di Kurt Hoffmann (1960)
- Sabine und die hundert Männer, regia di Wilhelm Thiele (1960)
- Schlußakkord, regia di Wolfgang Liebeneiner (1960)
- Mein Mann, das Wirtschaftswunder, regia di Ulrich Erfurth (1961)
- Festival, regia di César F. Ardavín (1961)
- Le vie segrete (The Secret Ways), regia di Phil Karlson e, non accreditato, Richard Widmark (1961)
- Die Abenteuer des Grafen Bobby, regia di Géza von Cziffra (1961)
- Junge Leute brauchen Liebe, regia di Géza von Cziffra (1961)
- Ein Stern fällt vom Himmel, regia di Géza von Cziffra (1961)
- Davon träumen alle Mädchen, regia di Thomas Engel (1961)
- Robert und Bertram, regia di Hans Deppe (1961)
- Uno, due, tre! (One, Two, Three), regia di Billy Wilder (1961)
- La signorina Miliardo (1961)
- Die türkischen Gurken, regia di Rolf Olsen (1962)
- Il gobbo di Londra (Der Bucklige von Soho), regia di Alfred Vohrer (1966)
- Il teschio di Londra (Im Banne des Unheimlichen), regia di Alfred Vohrer (1968)